# Heinrich Scheller
Heinrich Scheller, né le 3 août 1929 et mort le 1er septembre 1957, est un rameur suisse.

## Biographie
Heinrich Scheller dispute l'épreuve de quatre barré aux côtés de Karl Weidmann, Rico Bianchi, Émile Ess et Walter Leiser aux Jeux olympiques d'été de 1952 d'Helsinki et remporte la médaille d'argent.